# Аркбаліста

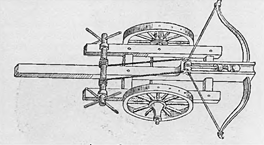
Схематичне зображення аркбалісти

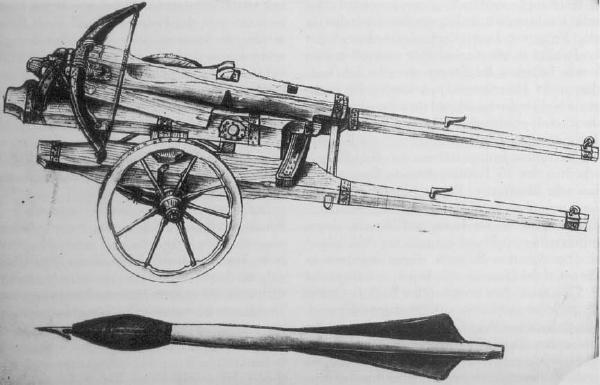
Аркбаліста зі сталевим луком. На передньому плані запалювальний болт.

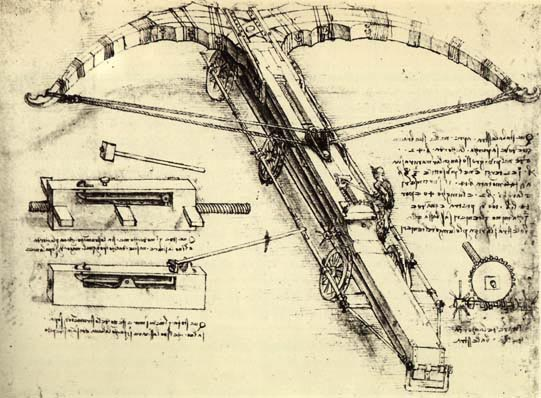
Розроблений Леонардо да Вінчі проект масивної аркбалісти, вогнева міць якої мала бути порівнянна з потужністю порохової артилерії

Аркбалі́ста (лат. arcuballista, від arcus — «лук» + ballista) — середньовічна пересувна метальна машина прицільної дії. Мала масивну дерев'яну раму на чотирьох колесах, на яку кріпився великий дерев'яний лук. За допомогою спеціального коловорота, закріпленого на кінці рами, натягували тятиву лука, яка згодом відпускалась і відбувався постріл. Ці машини могли метати як звичайні, так і обтяжені стріли (карро), а також кам'яні та свинцеві ядра. До назви цієї метальної машини сходить і слово «арбалет».